# Чередоло (Ређо Емилија)
Чередоло је насеље у Италији у округу Ређо Емилија, региону Емилија-Ромања.
Према процени из 2011. у насељу је живело 403 становника. Насеље се налази на надморској висини од 323 м.